# DOT 4
Pour les articles homonymes, voir DOT.
 (août 2012).
Si vous disposez d'ouvrages ou d'articles de référence ou si vous connaissez des sites web de qualité traitant du thème abordé ici, merci de compléter l'article en donnant les références utiles à sa vérifiabilité et en les liant à la section « Notes et références ».
DOT 4 est une désignation de liquide de frein pour automobiles, selon les normes établies par le Department of Transportation (DOT) américain.

## Description
Aux États-Unis, les liquides de freins doivent répondre à la « Norme no 116 ; Liquides de freins pour véhicules à moteur ». Sous cette norme, le Department of Transportation donne quatre spécifications nomimales pour les liquides de freins : DOT 3, DOT 4, Super DOT 4 et DOT 5.1.
Ces quatre liquides sont à base de polyéthylène glycol (PEG), et donc miscibles entre eux (contrairement au DOT 5 qui est à base de silicone).
Ces quatre liquides sont hygroscopiques et absorbent l'eau de l'atmosphère. Leurs performances s'en trouvent dégradées et leur point d'ébullition chute.